# Программа «Брасеро»
Программа «Брасеро» (англ. Bracero Program) — серия соглашений между правительствами США и Мексики, направленные на привлечение мексиканцев в качестве рабочей силы в США.

## Ход событий

### I раунд
После вступления Соединённых Штатов Америки в Первую мировую войну, на её территории резко вырос спрос на рабочую силу. Значительно ухудшал ситуацию с количеством рабочих рук отъезд из страны мексиканских рабочих весной 1917 года, произошедший на фоне слухов о возможном призыве их в армию США. Испытывая острую нехватку рабочих, американские агропромышленники обратились к правительству своей страны с просьбой запустить программу по найму иностранных работников. Так весной 1917 года стартовала пятилетняя программа «Брасеро», в ходе которой на работу в Соединённые Штаты удалось привлечь около 76 тысяч рабочих из Мексики.

### II раунд
Вновь обратиться к привлечению рабочих из-за рубежа правительство США побудила новая мировая война. Из-за того, что часть американских мужчин была призвана в армию, оставшиеся в США рабочие были вынуждены занять освободившиеся места на заводах и фабриках, что в свою очередь привело к дефициту рабочих рук в отраслях, в которых использовались в первую очередь неквалифицированные рабочие. Запущенная вновь в 1942 году Программа Брасеро привлекла более четырёх миллионов мексиканцев на работы в железнодорожной и сельскохозяйственной отраслях в таких штатах как Орегон, Техас и Калифорния.

## Последствия
Несмотря на то, что запуск программы позволил многим мексиканцам легально въезжать на территорию США, поток нелегальной миграции из Мексики не снизился, а наоборот продемонстрировал рост. Этому способствовало то, что контракты между мексиканскими рабочими и американскими работодателями заключались не напрямую, а через посредников, в лице административных ведомств двух стран. Данный факт давал возможность иммигрантам желающим стать участниками программы Брасерос, дав взятку мексиканским чиновникам, попасть на территорию США. Мексиканцы же не имевшие средств для дачи взятки, но желавшие уехать на заработки в Соединённые Штаты, были вынуждены пересекать государственную границу нелегально.